# Valderredible
Valderredible är en kommun i Spanien. Den ligger i den autonoma regionen Kantabrien i norra delen av landet, 270 km norr om huvudstaden Madrid. Antalet invånare är 931 (2024).